# Балкански театър (Първа световна война)
Балканския театър на военни действия е един от театрите, на които се водят бойни действия през Първата световна война, обхващащ Балканския полуостров. Те продължават от самото начало на конфликта на 28 юли 1914 г. до 4 ноември 1918 г., когато Австро-Унгария сключва примирие. За този дълъг период от време на Балканския полуостров се сражават от страната на Антантата сръбски, черногорски, британски, френски, италиански, руски, румънски и гръцки войски, а от страна на Централните сили австро-унгарски, български, германски и турски войски.
Бойните действия между двата враждуващи блока протичат в няколко големи свързани по между си кампании: Сръбската кампания от 1914 г. до 1915 г.; боевете на Солунския фронт от 1916 г. до 1918 г. и Румънската кампания от 1916 г. до 1917 г. Така войната обхваща голяма част от Балканския полуостров, включително цялата територия на Сърбия, Черна гора и Албания, както и част от територията на Румъния, Гърция и България.
На 28 юли 1914 г. Австро-Унгария обявява война на Сърбия и още в същия ден подлага Белград на тежка артилерийска бомбардировка, отбелязвайки по този начин началото на военните действия на Балканите и на Първата световна война като цяло. Две седмици по-късно Двойната монархия започва първото си настъпление в неприятелска територия, но офанзивата и скоро претърпява поражение в битката при Цер и войските са изхвърлени от Сърбия. От септември до декември се провежда и втора мащабна операция на австро-унгарската армия, която завършва с още по-голямо поражение. Сръбската армия от своя страна също е изтощена от ожесточените боеве, поради което към края на 1914 г. военните действия на Балканския фронт добиват позиционен характер.
През 1915 г. развитието на войната на всички фронтове и намесата на Италия водят до изпъкване значението на все още неангажираните балкански страни. От тях първа загърбва своя неутралитет България, която сключва през септември няколко съюзни конвенции и спогодби с Централните сили. Това позволява на германското и австро-унгарското върховно командване да организират нова голяма стратегическа офанзива срещу Сърбия целяща окончателния ѝ разгром и отваряне на сухоземните пътища с България и Османската империя. През октомври събраните за целта армии нахлуват в Сърбия и бързо постигат решителни успехи като за по-малко от три месеца окупират цялата територия на кралството, а българската армия осуетява опита на настанилите се в Солун англо-френски сили да предотвратят разгрома на съюзничката си. Въпреки това сръбската армия успява да избегне унищожението и се евакуира на остров Корфу, а на българската армия е наредено да спре и да се окопае на гръцката граница.
В началото на 1916 г. Австро-Унгария окупира Черна гора и по-голямата част от Албания, където австрийците са посрещнати от италиански войски и скоро се установява фронтова линия. По същото време съвзелите се от отстъплението си англо-френските сили се възползват от пасивността на българската армия и през пролетта също заемат позиции по гръцката граници, образувайки по този начин нов балкански фронт наричан Солунски, Македонски или Южен фронт.
През август на страната на Антанта във войната се намесва Румъния, което разширява зоната на военни действия на Балканите създавайки за България нов Северен фронт в Добруджа. С цел да подпомогнат румънската армия съюзниците подсилени с реорганизираната сръбска армия, както и с италиански и руски части осъществяват голямо есенно настъпление на Македонския фронт. Въпреки това румънската армия претърпява пълно поражение от обединените сили на Четворния съюз, които до началото на 1917 г. окупират Добруджа и цяла Влахия, включително столицата Букурещ.
След интензивните военни действия през втората половина на 1916 г. на Балканския театър настъпва относително затишие, в което окончателно се установява позиционната война. През пролетта съюзниците започват ново голямо настъпление срещу българските войски в Македония, но то е бързо отблъснато и преустановено. След този неуспех съюзниците се съсредоточават върху осигуряването на тила си като принуждават гръцкия крал Константин да абдикира, което води до официалното включване във войната на Гърция. Подсигурени по този начин от към гърба си и значително усилени войските на Антанта успяват през септември 1918 г. да постигнат решителен пробив в българската отбрана при Добро поле, който води до подписване на примирие между България и Антантата на 29 септември 1918 г.
Сключеното примирие оставя в извънрено тежко положение войските на бившите български съюзници като липсата на пехота е особено осезаема. Тежкото положение принуждава тези части непрекъснато да отстъпват, въпреки пристигането в края на септември и началото на октомври на германски и австро-унгарски подкрепления. Между 25 октомври и 1 ноември войските на Централните сили се прехвърлят на север от реките Сава и Дунав, а на 4 ноември Австро-Унгария сключва примирие с Антантата. Това слага край на бойните действия на Балканите.